# Chu Tsai-feng
Chu Tsai-feng (朱彩鳳T, Zhū CǎifèngP; 4 settembre 1966) è un'ex cestista taiwanese.

## Carriera
Con Taiwan ha disputato i Campionati mondiali del 1986.